# Heringiana argyrophorum
Heringiana argyrophorum är en fjärilsart som beskrevs av Erich Martin Hering 1958. Heringiana argyrophorum ingår i släktet Heringiana och familjen praktmalar, Oecophoridae. Inga underarter finns listade i Catalogue of Life.